# Curan
Curan est une commune française située dans le département de l'Aveyron, en région Occitanie.

## Géographie

### Généralités

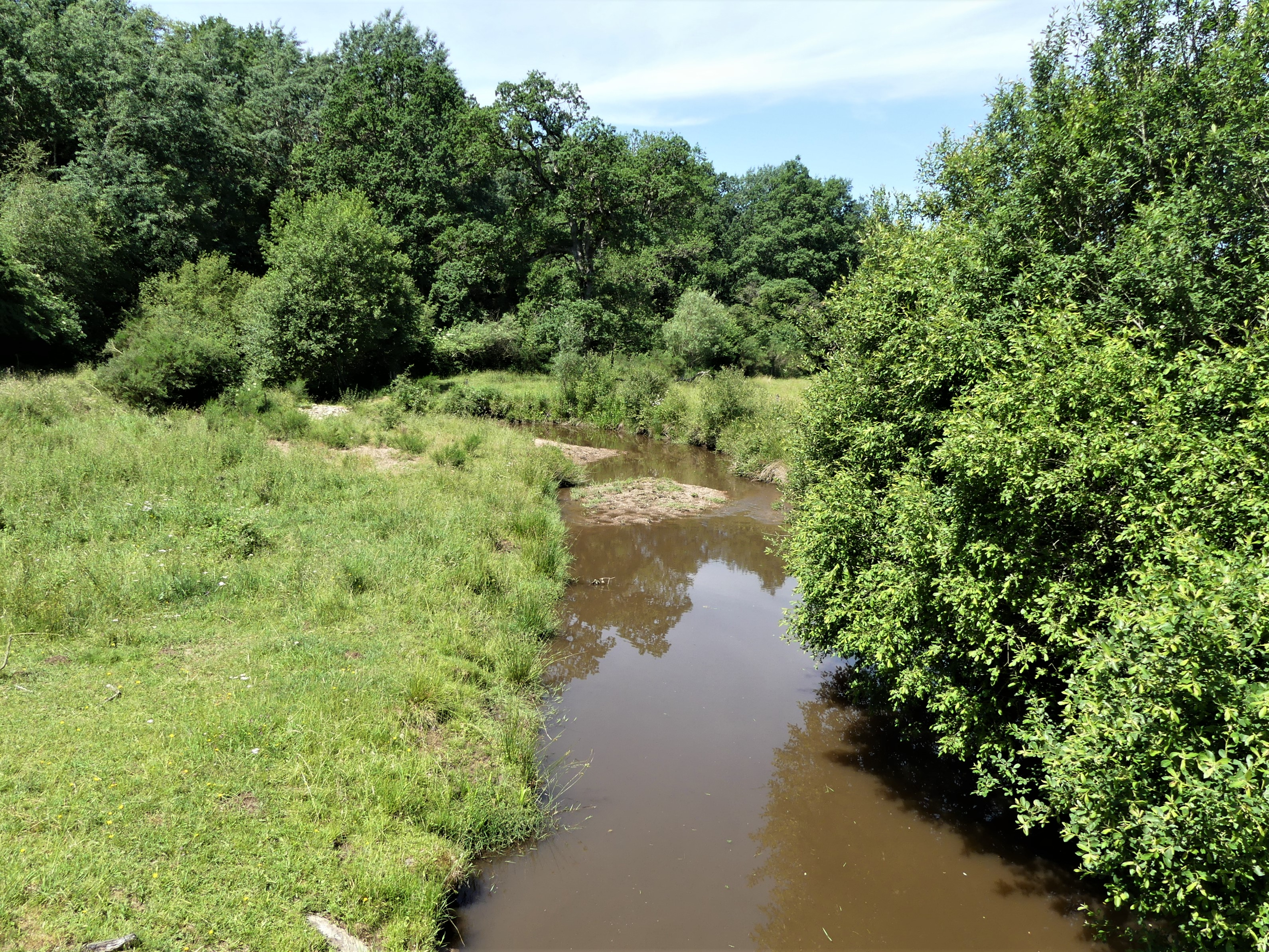
Le Vioulou en limite de Curan et de Vézins-de-Lévézou.

Dans le centre-est du département de l'Aveyron, la commune de Curan, située sur le haut plateau du Lévézou, en bordure extérieure du parc naturel régional des Grands Causses, s'étend sur 41,18 km2. Elle est arrosée par le Vioulou qui lui sert de limite naturelle en trois tronçons (au sud-est, au nord-est et au nord-ouest), et par son affluent le ruisseau de Connes, qui prend sa source sur le territoire communal.
L'altitude minimale, 804 mètres, se trouve localisée à l'extrême nord-est, au lieu-dit Trébons Bas, là où le Vioulou quitte la commune et sert de limite entre celles de Prades-Salars et Salles-Curan. L'altitude maximale avec 1 062 mètres se situe à l'est, à une trentaine de mètres du territoire communal de Saint-Beauzély.
À l'intersection des routes départementales (RD) 95 et 199, le bourg de Curan est situé, en distances orthodromiques, 21 kilomètres au nord-ouest de Millau.
La commune est également desservie par la RD 993 qui lui sert de limite au sud sur trois kilomètres et demi. Entre les bourgs de Saint-Beauzély et Salles-Curan, le GR 62 longe cette route sur plus d'un kilomètre et demi.

### Communes limitrophes
Curan est limitrophe de sept autres communes, dont Saint-Laurent-de-Lévézou à l'est sur 400 mètres.
| Prades-Salars | Ségur | Vézins-de-Lévézou                        |
|               | Curan | Saint-Laurent-de-Lévézou, Saint-Beauzély |
| Salles-Curan  |       | Castelnau-Pégayrols                      |

### Hydrographie

#### Réseau hydrographique

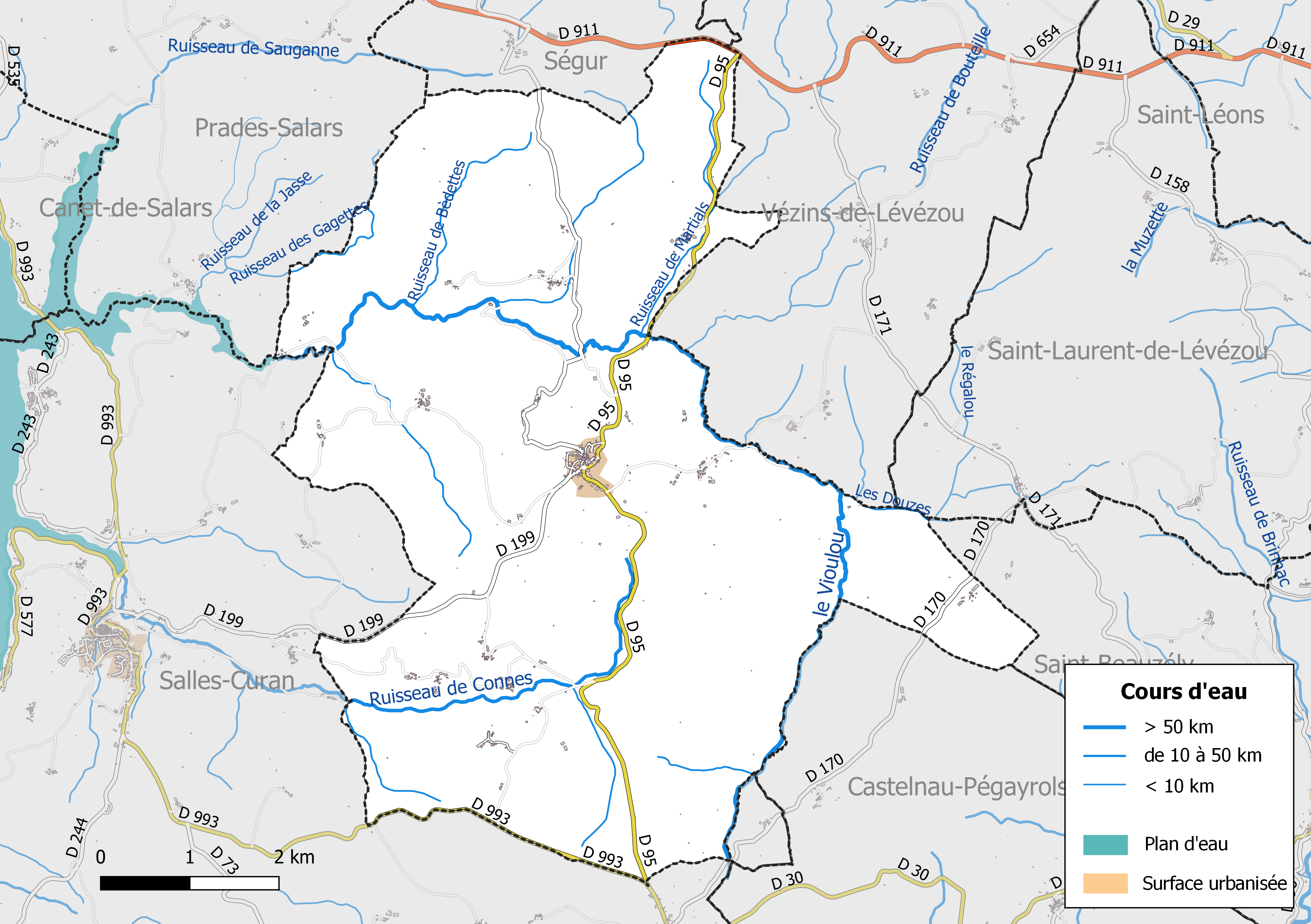
Réseaux hydrographique et routier de Curan.

La commune est drainée par le Vioulou, le ruisseau de Connes, Les Douzes, le ruisseau de Bédettes, le ruisseau de Martials, le ruisseau des Gagettes et par divers petits cours d'eau.
Le Vioulou, d'une longueur totale de 33,1 km, prend sa source dans la commune de Castelnau-Pégayrols et se jette  dans le Viaur à Trémouilles, après avoir arrosé 9 communes.
Le ruisseau de Connes, d'une longueur totale de 11,7 km, prend sa source dans la commune de Curan et se jette  dans le Vioulou à Salles-Curan, après avoir arrosé ces deux communes.

#### Gestion des cours d'eau
Afin d’atteindre le bon état des eaux imposé par la Directive-cadre sur l'eau du 23 octobre 2000, plusieurs outils de gestion intégrée s’articulent à différentes échelles pour définir et mettre en œuvre un programme d’actions de réhabilitation et de gestion des milieux aquatiques : le SDAGE (Schéma directeur d'aménagement et de gestion des eaux), à l’échelle du bassin hydrographique, et le SAGE (Schéma d'aménagement et de gestion des eaux), à l’échelle locale. Ce dernier fixe les objectifs généraux d’utilisation, de mise en valeur et de protection quantitative et qualitative des ressources en eau superficielle et souterraine. Trois SAGE sont mis en oeuvre dans le département de l'Aveyron.
La commune fait partie du SAGE du bassin versant du Viaur, approuvé le 28 mars 2018, au sein du SDAGE Adour-Garonne. Le périmètre de ce SAGE couvre 89 communes, sur trois départements (Aveyron, Tarn et Tarn-et-Garonne),. Le pilotage et l’animation du SAGE sont assurés par l’établissement public d'aménagement et de gestion des eaux (EPAGE) du bassin du Viaur, une structure qui regroupe les établissements publics de coopération intercommunale à fiscalité propre (EPCI-FP) dont le territoire est inclus (en totalité ou partiellement) dans le bassin hydrographique du Viaur et les structures gestionnaires de l’alimentation en eau potable des populations et qui disposent d’une ressource sur le bassin versant du Viaur. Il correspond à l’ancien syndicat mixte du Bassin versant du Viaur,.

### Climat
Pour des articles plus généraux, voir Climat de l'Occitanie et Climat de l'Aveyron.
En 2010, le climat de la commune est de type climat des marges montargnardes, selon une étude s'appuyant sur une série de données couvrant la période 1971-2000. En 2020, Météo-France publie une typologie des climats de la France métropolitaine dans laquelle la commune est exposée à un climat de montagne et est dans la région climatique Sud-est du Massif Central, caractérisée par une pluviométrie annuelle de 1 000 à 1 500 mm, minimale en été, maximale en automne.
Pour la période 1971-2000, la température annuelle moyenne est de 8,7 °C, avec une amplitude thermique annuelle de 15,5 °C. Le cumul annuel moyen de précipitations est de 1 098 mm, avec 11,6 jours de précipitations en janvier et 6,2 jours en juillet. Pour la période 1991-2020, la température moyenne annuelle observée sur la station météorologique la plus proche, située sur la commune de Salles-Curan à 6 km à vol d'oiseau, est de 9,6 °C et le cumul annuel moyen de précipitations est de 1 085,0 mm,. Pour l'avenir, les paramètres climatiques de la commune estimés pour 2050 selon différents scénarios d'émission de gaz à effet de serre sont consultables sur un site dédié publié par Météo-France en novembre 2022.

### Milieux naturels et biodiversité

#### Sites Natura 2000

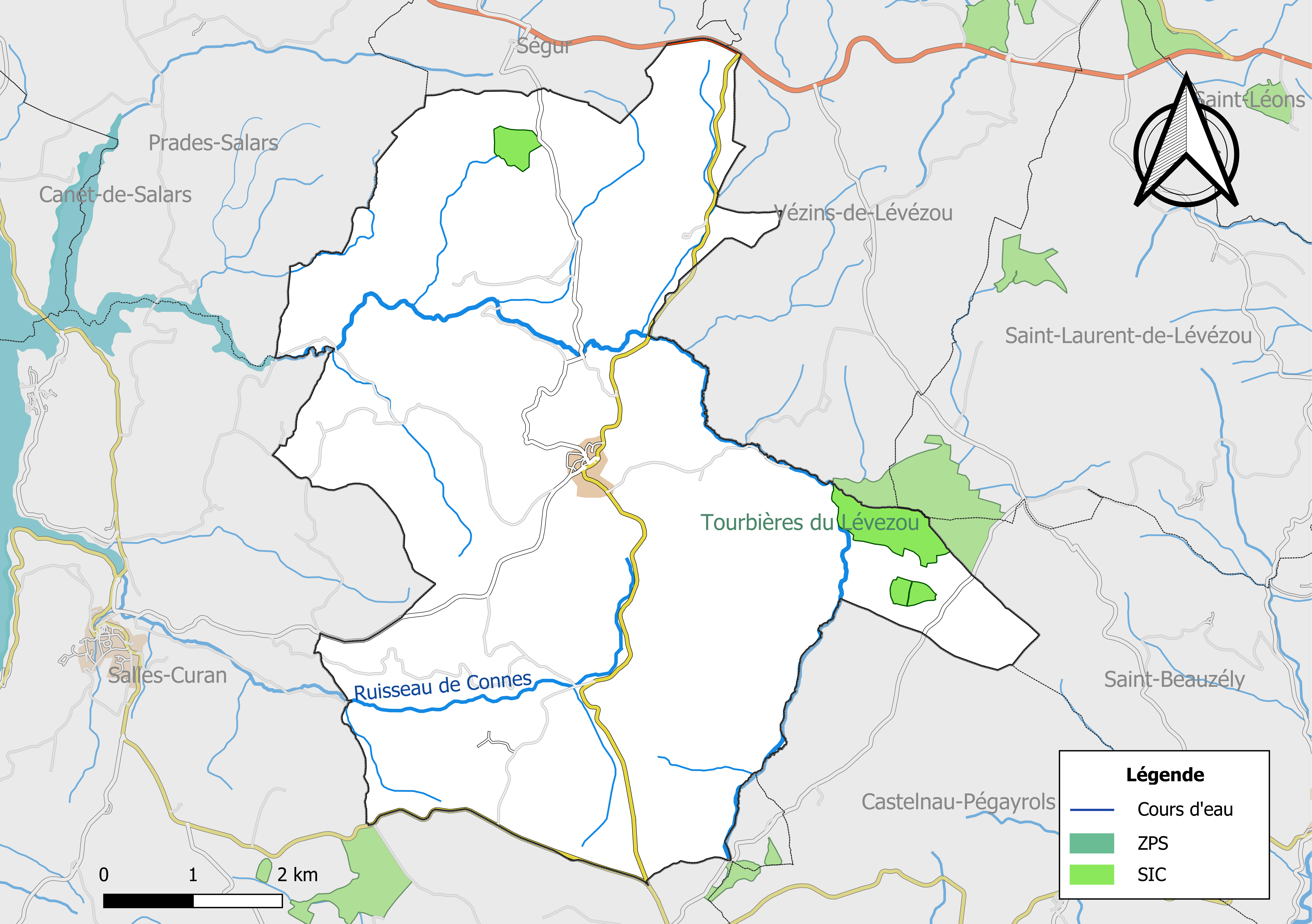
Sites Natura 2000 sur le territoire communal.

Le réseau Natura 2000 est un réseau écologique européen de sites naturels d’intérêt écologique élaboré à partir des Directives « Habitats » et « Oiseaux ». Ce réseau est constitué de Zones spéciales de conservation (ZSC) et de Zones de protection spéciale (ZPS). Dans les zones de ce réseau, les États Membres s'engagent à maintenir dans un état de conservation favorable les types d'habitats et d'espèces concernés, par le biais de mesures réglementaires, administratives ou contractuelles.
Un site Natura 2000 a été défini sur la commune au titre de la « directive Habitats » : 
- les « Tourbières du Lévézou », d'une superficie de 487 ha sur 9 communes du département, sont  un ensemble de hauts plateaux qui, avec l'Aubrac et les Grands Causses, fait partie des hautes terres de l'Aveyron. Il est bordé à l'ouest par le Ségala, à l'Est par les Grands Causses, au Sud par le pays de Roquefort et au Nord par le Pays ruthénois et la vallée de l'Aveyron. Il a toutefois aujourd'hui en partie été détruit[18] ;

#### Zones naturelles d'intérêt écologique, faunistique et floristique

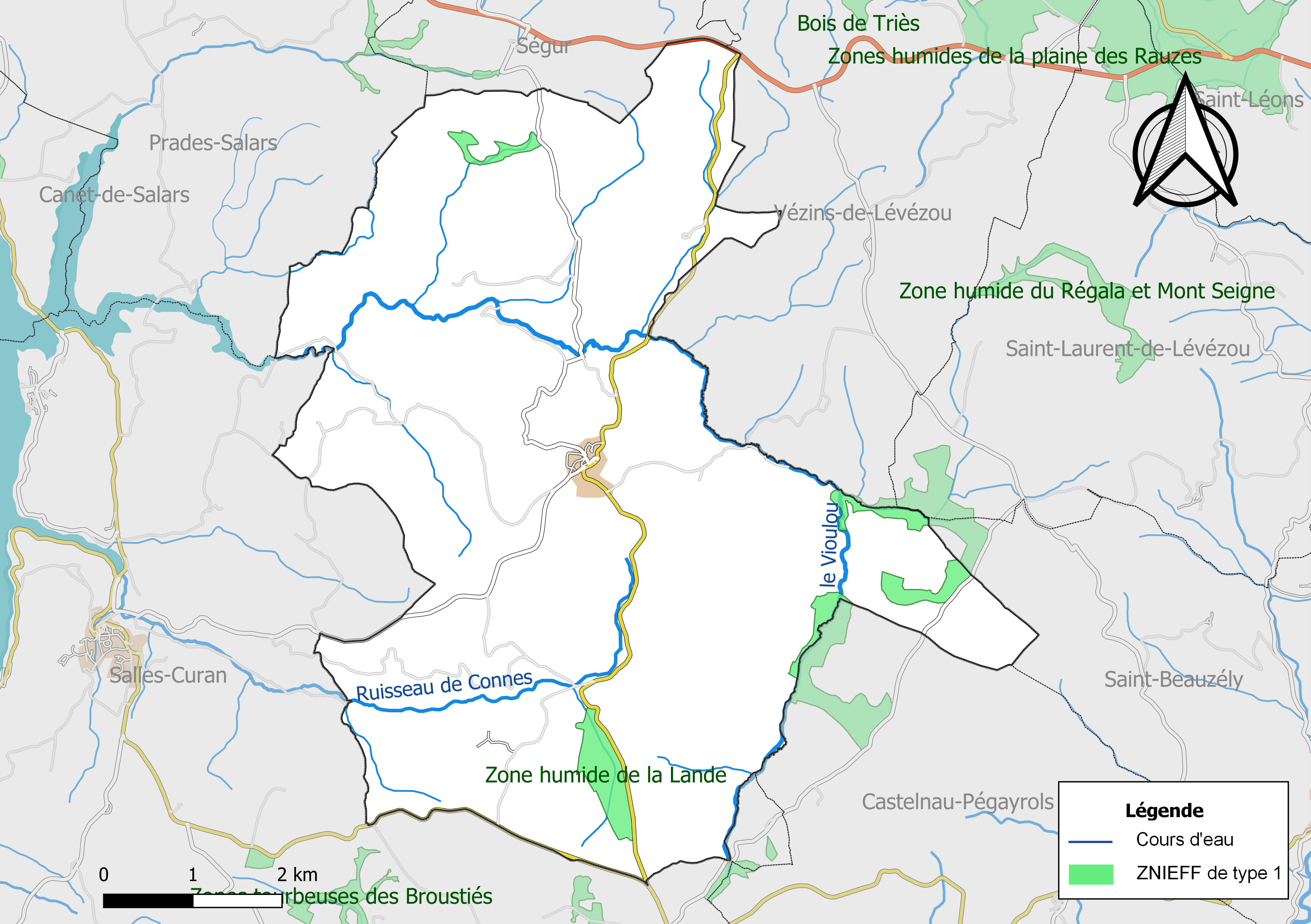
Carte des ZNIEFF de type 1 localisées sur la commune.

L’inventaire des zones naturelles d'intérêt écologique, faunistique et floristique (ZNIEFF) a pour objectif de réaliser une couverture des zones les plus intéressantes sur le plan écologique, essentiellement dans la perspective d’améliorer la connaissance du patrimoine naturel national et de fournir aux différents décideurs un outil d’aide à la prise en compte de l’environnement dans l’aménagement du territoire.
Le territoire communal de Curan comprend trois ZNIEFF de type 1, : 
- les « Tourbières et zones humides du ruisseau des Douzes de Mauriac » (158,2 ha), couvrant 5 communes du département[20] ;
- la « Zone humide de la Lande » (48,3 ha sur la seule commune de Curan)[21] ;
- les « Zones humides de Cayrousse et Lescure-Fangel » (34,1 ha), couvrant 3 communes du département[22].

## Urbanisme

### Typologie
Au 1er janvier 2024, Curan est catégorisée commune rurale à habitat très dispersé, selon la nouvelle grille communale de densité à 7 niveaux définie par l'Insee en 2022.
Elle est située hors unité urbaine et hors attraction des villes,.
La commune, bordée par un plan d’eau intérieur d’une superficie supérieure à 1 000 hectares, le lac de Pareloup, est également une commune littorale au sens de la loi du 3 janvier 1986, dite loi littoral. Des dispositions spécifiques d’urbanisme s’y appliquent dès lors afin de préserver les espaces naturels, les sites, les paysages et l’équilibre écologique du littoral, tel le principe d'inconstructibilité, en dehors des espaces urbanisés, sur la bande littorale des 100 mètres, ou plus si le plan local d’urbanisme le prévoit.

### Occupation des sols

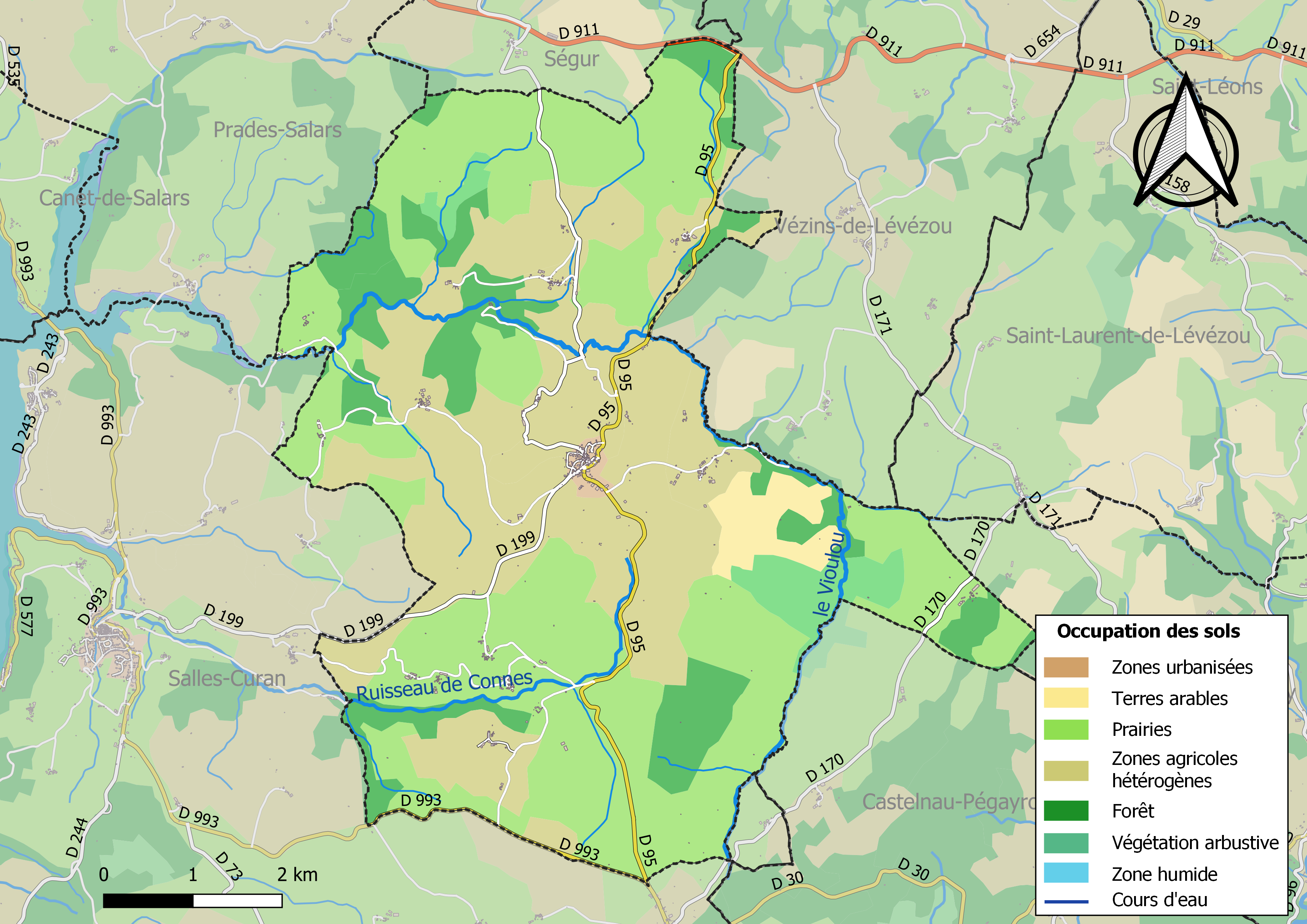
Infrastructures et occupation des sols de la commune de Curan.

L'occupation des sols de la commune, telle qu'elle ressort de la base de données européenne d’occupation biophysique des sols Corine Land Cover (CLC), est marquée par l'importance des territoires agricoles (82,3 % en 2018), une proportion identique à celle de 1990 (82,3 %). La répartition détaillée en 2018 est la suivante : 
prairies (44,1 %), zones agricoles hétérogènes (35,7 %), forêts (12,8 %), milieux à végétation arbustive et/ou herbacée (4,2 %), terres arables (2,5 %), zones urbanisées (0,7 %).

### Planification
La loi SRU du 13 décembre 2000 a incité fortement les communes à se regrouper au sein d’un établissement public, pour déterminer les partis d’aménagement de l’espace au sein d’un SCoT, un document essentiel d’orientation stratégique des politiques publiques à une grande échelle. La commune est dans le territoire du SCoT du Lévézou, prescrit en juin 2018. La structure porteuse est le Pôle d'équilibre territorial et rural du Lévézou, qui associe deux communautés de communes, notamment la communauté de communes de Lévézou Pareloup, dont la commune est membre
La commune avait engagé en 2017 l'élaboration d'une carte communale.

### Risques majeurs
Le territoire de la commune de Curan est vulnérable à différents aléas naturels : climatiques (hiver exceptionnel ou canicule), feux de forêts et séisme (sismicité faible).
Il est également exposé à un risque technologique, le transport de matières dangereuses, et à un risque particulier, le risque radon,.

#### Risques naturels
Le Plan départemental de protection des forêts contre les incendies découpe le département de l’Aveyron en sept « bassins de risque » et définit une sensibilité des communes à l’aléa feux de forêt (de faible à très forte). La commune est classée en sensibilité faible.

#### Risques technologiques
Le risque de transport de matières dangereuses sur la commune est lié à sa traversée par une route à fort trafic et une canalisation de transport de gaz. Un accident se produisant sur de telles infrastructures est en effet susceptible d’avoir des effets graves au bâti ou aux personnes jusqu’à 350 m, selon la nature du matériau transporté. Des dispositions d’urbanisme peuvent être préconisées en conséquence.

#### Risque particulier
Dans plusieurs parties du territoire national, le radon, accumulé dans certains logements ou autres locaux, peut constituer une source significative d’exposition de la population aux rayonnements ionisants. Toutes les communes du département sont concernées par le risque radon à un niveau plus ou moins élevé. Selon le dossier départemental des risques majeurs du département établi en 2013, la commune de Curan est classée à risque moyen à élevé. Un décret du 4 juin 2018 a modifié la terminologie du zonage définie dans le code de la santé publique et a été complété par un arrêté du 27 juin 2018 portant délimitation des zones à potentiel radon du territoire français. La commune est désormais en zone 3, à savoir zone à potentiel radon significatif.

## Histoire
Créée à la Révolution française, la commune de Curan a fusionné avec celle de Salles-Curan en 1834 puis a repris son autonomie en 1952.

## Politique et administration

### Découpage territorial
La commune de Curan est membre de la communauté de communes de Lévézou Pareloup, un établissement public de coopération intercommunale (EPCI) à fiscalité propre créé le 15 décembre 2000 dont le siège est à Salles-Curan. Ce dernier est par ailleurs membre d'autres groupements intercommunaux.
Sur le plan administratif, elle est rattachée à l'arrondissement de Millau, au département de l'Aveyron et à la région Occitanie. Sur le plan électoral, elle dépend du  canton de Raspes et Lévezou pour l'élection des conseillers départementaux, depuis le redécoupage cantonal de 2014 entré en vigueur en 2015, et de la troisième circonscription de l'Aveyron  pour les élections législatives, depuis le dernier découpage électoral de 2010.

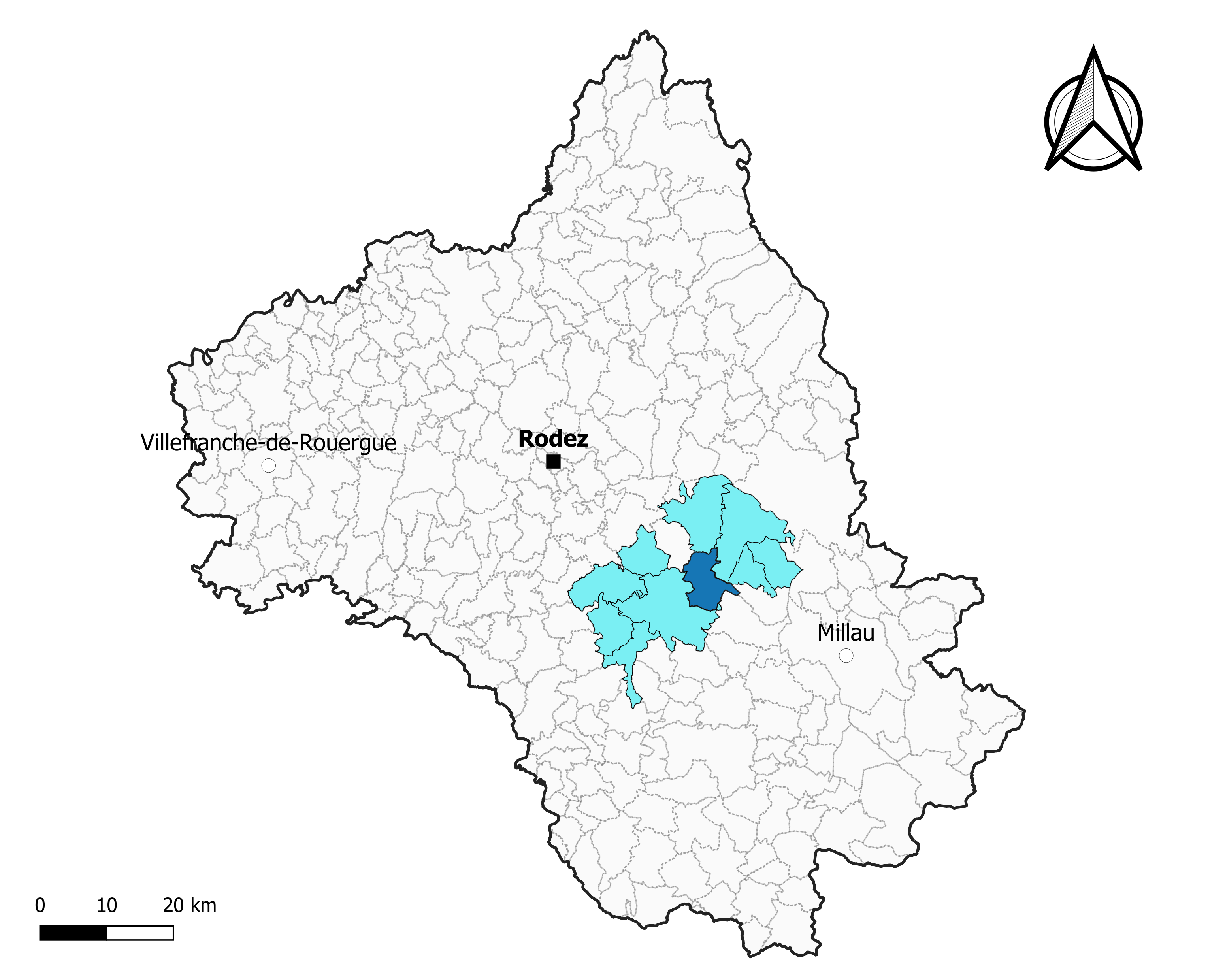
Curan dans l'intercommunalité en 2020.
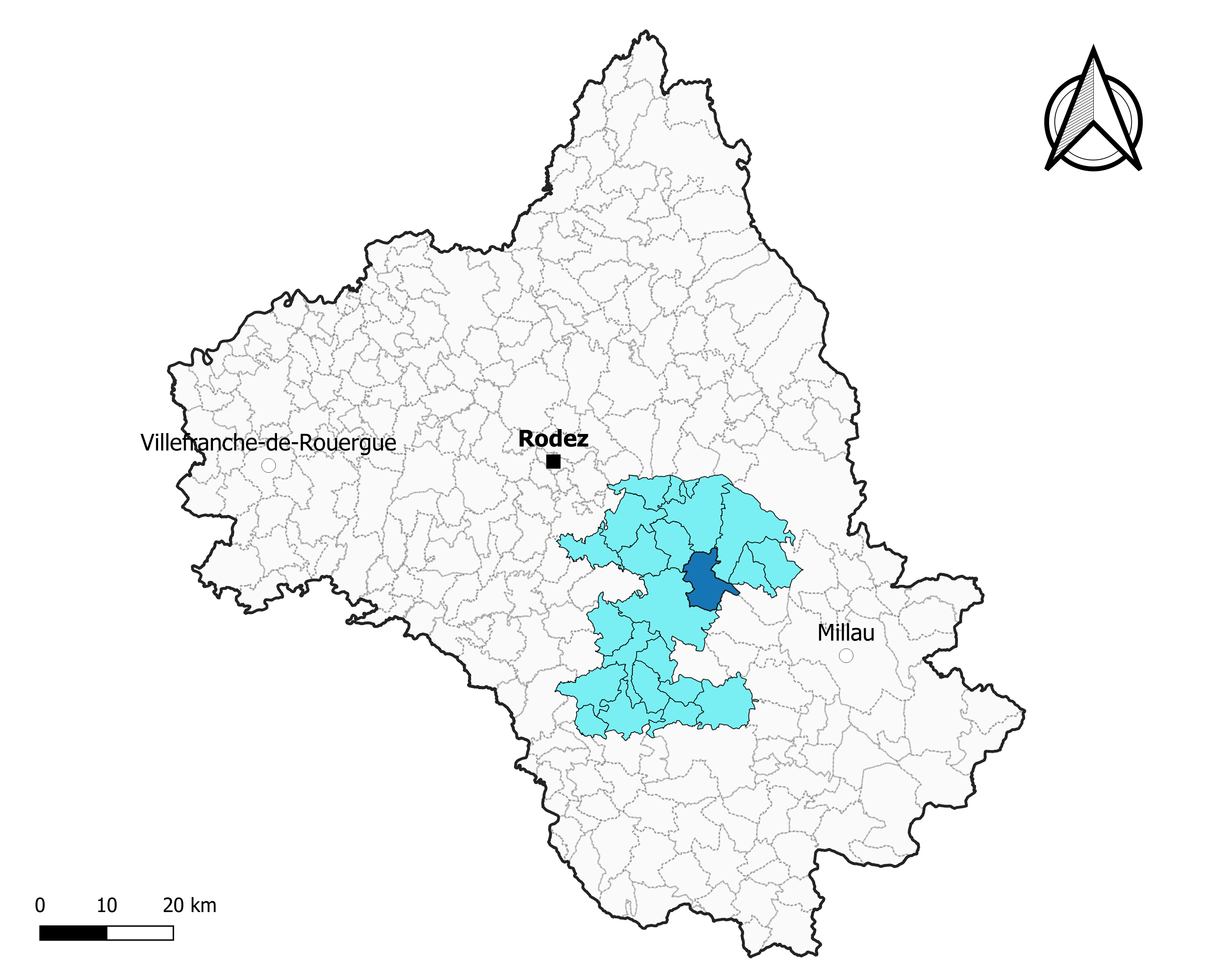
Curan dans le canton de Raspes et Lévezou en 2020.
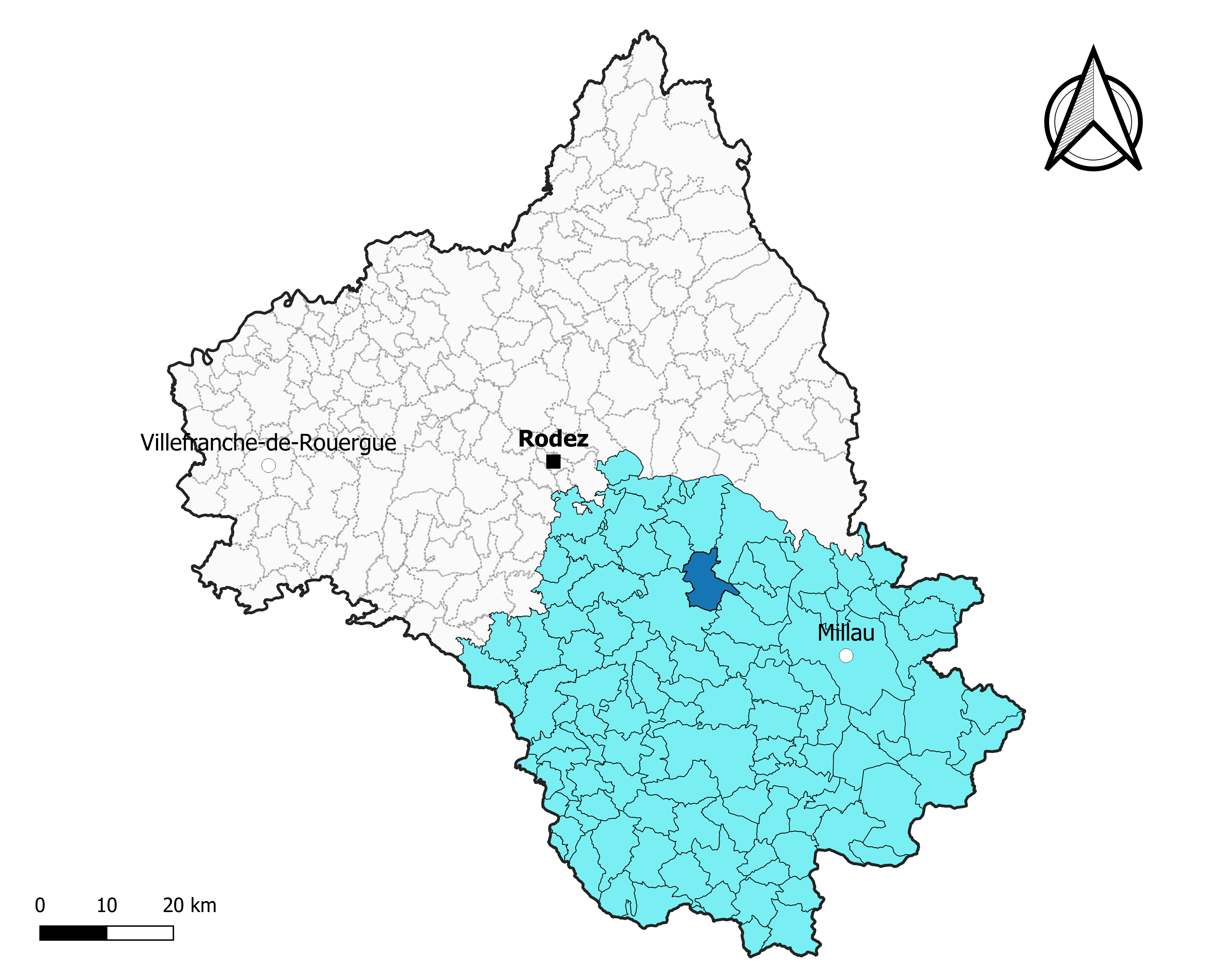
Curan dans l'arrondissement de Millau en 2020.

### Élections municipales et communautaires

#### Élections de 2020
Le conseil municipal de Curan, commune de moins de 1 000 habitants, est élu au scrutin majoritaire plurinominal à deux tours avec candidatures isolées ou groupées et possibilité de panachage. Compte tenu de la population communale, le nombre de sièges à pourvoir lors des élections municipales de 2020 est de 11. Sur les vingt-deux candidats en lice, neuf  sont élus dès le premier tour, le 15 mars 2020, avec un taux de participation de 89,42 %. Les deux conseillers restant à élire sont élus au second tour, qui se tient le 28 juin 2020 du fait de la pandémie de Covid-19, avec un taux de participation de 84,25 %.
Jean Louis Grimal, maire sortant, est réélu pour un nouveau mandat le 4 juillet 2020.
Dans les communes de moins de 1 000 habitants, les conseillers communautaires sont désignés parmi les conseillers municipaux élus en suivant l’ordre du tableau (maire, adjoints puis conseillers municipaux) et dans la limite du nombre de sièges attribués à la commune au sein du conseil communautaire. Deux sièges sont attribués à la commune au sein de la communauté de communes de Lévézou Pareloup.

#### Liste des maires

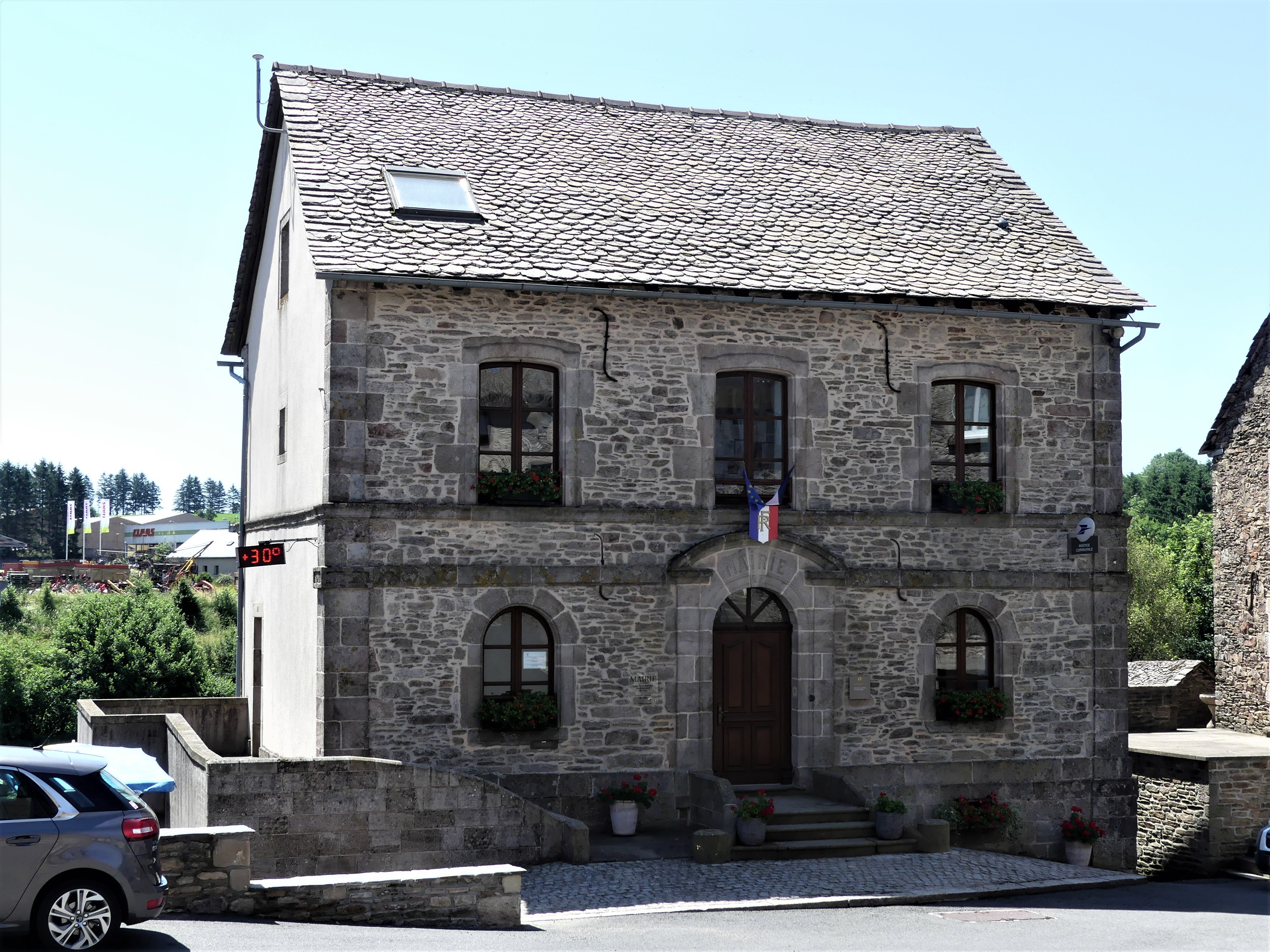
La mairie en 2019.

| Période                                  | Période  | Identité           | Étiquette | Qualité                                                                                   |
| ---------------------------------------- | -------- | ------------------ | --------- | ----------------------------------------------------------------------------------------- |
| Les données manquantes sont à compléter. |          |                    |           |                                                                                           |
|                                          |          |                    |           |                                                                                           |
| mars 2001 (réélu en juillet 2020)        | En cours | Jean Louis Grimal, | DVD       | Retraité de la fonction publique Conseiller général du canton de Salles-Curan (2008-2015) |

## Démographie

### Évolution démographique
L'évolution du nombre d'habitants est connue à travers les recensements de la population effectués dans la commune depuis 1793. Pour les communes de moins de 10 000 habitants, une enquête de recensement portant sur toute la population est réalisée tous les cinq ans, les populations de référence des années intermédiaires étant quant à elles estimées par interpolation ou extrapolation. Pour la commune, le premier recensement exhaustif entrant dans le cadre du nouveau dispositif a été réalisé en 2007.

En 2022, la commune comptait 302 habitants, en évolution de −1,95 % par rapport à 2016 (Aveyron : +0,37 %, France hors Mayotte : +2,11 %).
| 1793 | 1800 | 1954 | 1962 | 1968 | 1975 | 1982 | 1990 | 1999 |
| ---- | ---- | ---- | ---- | ---- | ---- | ---- | ---- | ---- |
| 647  | 526  | 541  | 494  | 510  | 439  | 408  | 357  | 302  |

| 2006 | 2007 | 2012 | 2017 | 2022 | - | - | - | - |
| ---- | ---- | ---- | ---- | ---- | - | - | - | - |
| 301  | 302  | 317  | 302  | 302  | - | - | - | - |

### Pyramide des âges
En 2018, le taux de personnes d'un âge inférieur à 30 ans s'élève à 24,9 %, soit en dessous de la moyenne départementale (28,8 %). À l'inverse, le taux de personnes d'âge supérieur à 60 ans est de 34,9 % la même année, alors qu'il est de 34,3 % au niveau départemental.
En 2018, la commune comptait 159 hommes pour 138 femmes, soit un taux de 53,54 % d'hommes, largement supérieur au taux départemental (49,33 %).
Les pyramides des âges de la commune et du département s'établissent comme suit.
| Hommes | Classe d’âge | Femmes |
| ------ | ------------ | ------ |
| 0,6    | 90 ou +      | 0,7    |
| 13,1   | 75-89 ans    | 16,6   |
| 18,8   | 60-74 ans    | 20,2   |
| 21,0   | 45-59 ans    | 21,5   |
| 20,9   | 30-44 ans    | 16,9   |
| 9,7    | 15-29 ans    | 10,6   |
| 15,8   | 0-14 ans     | 13,3   |

| Hommes | Classe d’âge | Femmes |
| ------ | ------------ | ------ |
| 1,3    | 90 ou +      | 3      |
| 10,3   | 75-89 ans    | 13,5   |
| 21,3   | 60-74 ans    | 21,3   |
| 20,8   | 45-59 ans    | 20,1   |
| 16,4   | 30-44 ans    | 15,7   |
| 14,8   | 15-29 ans    | 12,2   |
| 15,3   | 0-14 ans     | 14,3   |

## Économie

### Revenus
En 2018  (données Insee publiées en septembre 2021), la commune compte 125 ménages fiscaux, regroupant 294 personnes. La médiane du revenu disponible par unité de consommation est de 18 620 € (20 640 € dans le département).

### Emploi
| Division       | 2008  | 2013  | 2018  |
| -------------- | ----- | ----- | ----- |
| Commune        | 1,2 % | 1,6 % | 3,4 % |
| Département    | 5,4 % | 7,1 % | 7,1 % |
| France entière | 8,3 % | 10 %  | 10 %  |

En 2018, la population âgée de 15 à 64 ans s'élève à 171 personnes, parmi lesquelles on compte 86,1 % d'actifs (82,7 % ayant un emploi et 3,4 % de chômeurs) et 13,9 % d'inactifs,. Depuis 2008, le taux de chômage communal (au sens du recensement) des 15-64 ans est inférieur à celui de la France et du département.
La commune est hors attraction des villes,. Elle compte 101 emplois en 2018, contre 111 en 2013 et 108 en 2008. Le nombre d'actifs ayant un emploi résidant dans la commune est de 141, soit un indicateur de concentration d'emploi de 71,7 % et un taux d'activité parmi les 15 ans ou plus de 58,1 %.
Sur ces 141 actifs de 15 ans ou plus ayant un emploi, 76 travaillent dans la commune, soit 54 % des habitants. Pour se rendre au travail, 64,6 % des habitants utilisent un véhicule personnel ou de fonction à quatre roues, 11 % s'y rendent en deux-roues, à vélo ou à pied et 24,4 % n'ont pas besoin de transport (travail au domicile).

### Activités hors agriculture
26 établissements sont implantés  à Curan au 31 décembre 2019. Le tableau ci-dessous en détaille le nombre par secteur d'activité et compare les ratios avec ceux du département,.
Le secteur de l'industrie manufacturière, des industries extractives et autres est prépondérant sur la commune puisqu'il représente 46,2 % du nombre total d'établissements de la commune (12 sur les 26 entreprises implantées  à Curan), contre 17,7 % au niveau départemental.

### Agriculture
La commune est dans le Levezou, une petite région agricole située dans le centre de l'Aveyron et constituée d'un haut plateau cristallin. En 2020, l'orientation technico-économique de l'agriculture  sur la commune est l'élevage bovin, orientation mixte lait et viande.
|               | 1988  | 2000  | 2010  | 2020  |
| ------------- | ----- | ----- | ----- | ----- |
| Exploitations | 49    | 44    | 37    | 32    |
| SAU (ha)      | 2 834 | 3 087 | 3 159 | 2 777 |

Le nombre d'exploitations agricoles en activité et ayant leur siège dans la commune est passé de 49 lors du recensement agricole de 1988  à 44 en 2000 puis à 37 en 2010 et enfin à 32 en 2020, soit une baisse de 35 % en 32 ans. Le même mouvement est observé à l'échelle du département qui a perdu pendant cette période 51 % de ses exploitations,. La surface agricole utilisée sur la commune a également diminué, passant de 2 834 ha en 1988 à 2 777 ha en 2020. Parallèlement la surface agricole utilisée moyenne par exploitation a augmenté, passant de 58 à 87 ha.

## Culture locale et patrimoine

### Lieux et monuments
- Église Saint-Pierre[55]. Elle recèle un tabernacle du XVIIIe siècle de style Louis XV inscrit au titre des monuments historiques en 2008[56].

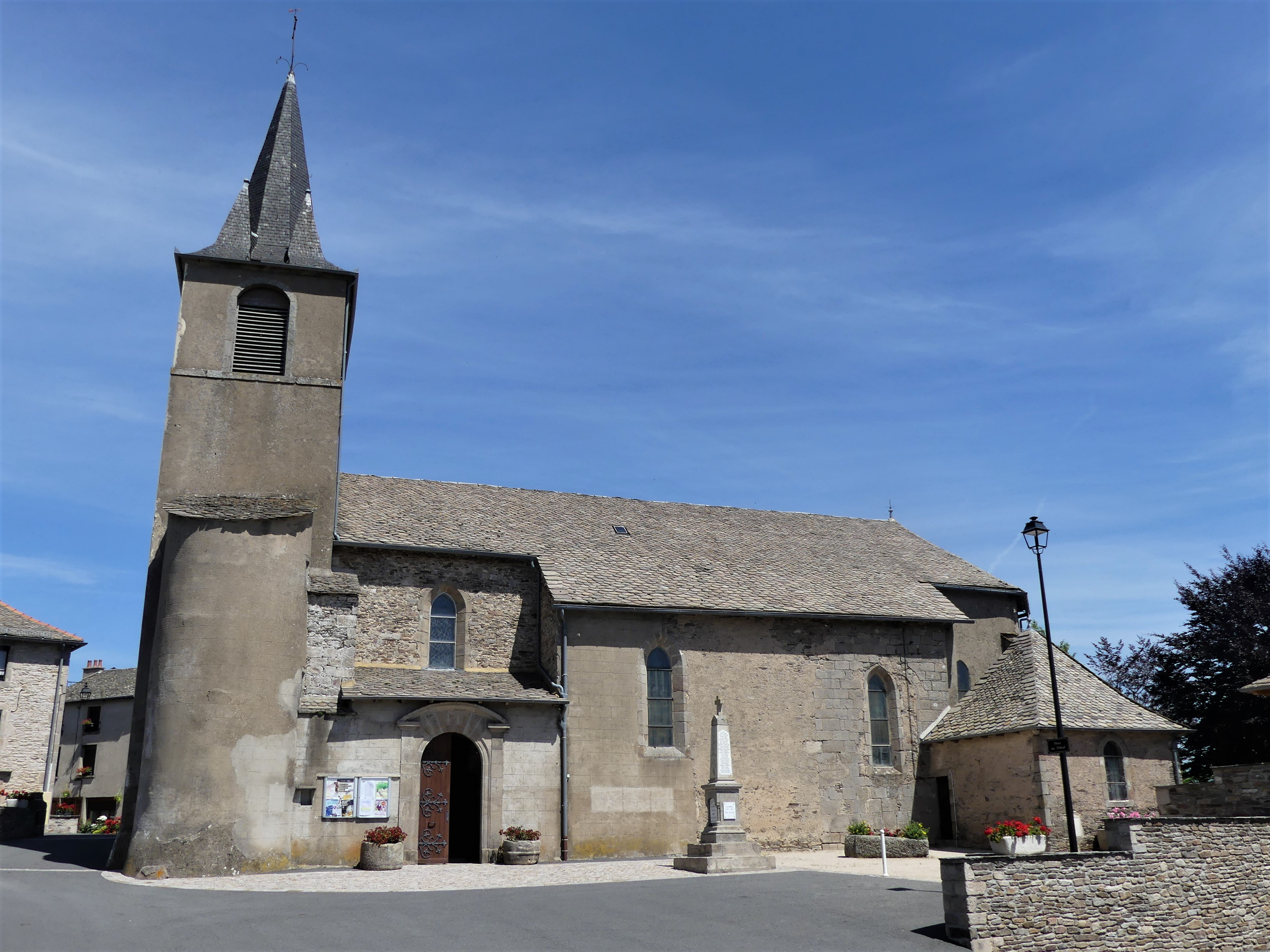
L'église Saint-Pierre.
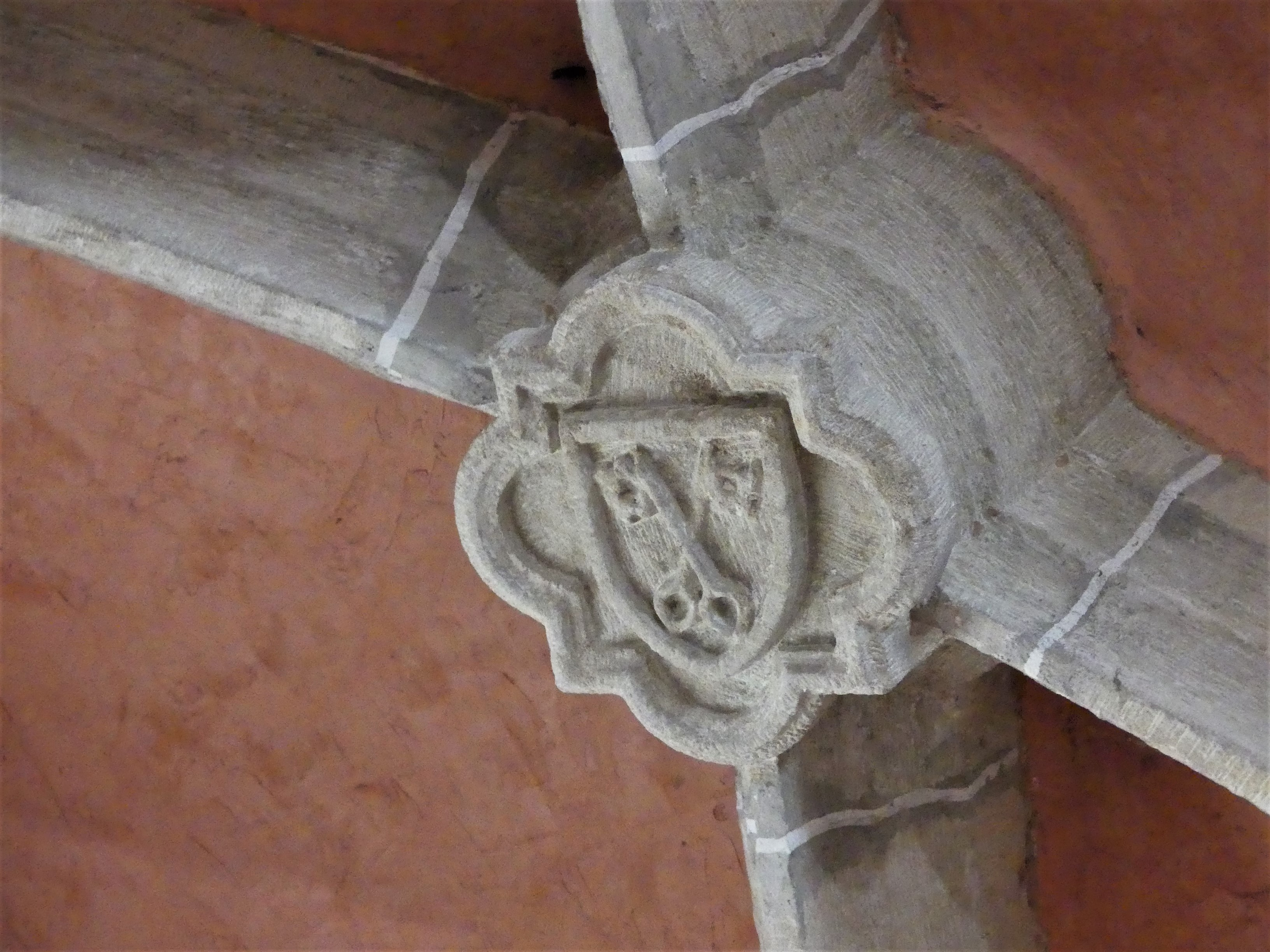
Une de ses clés de voûte.
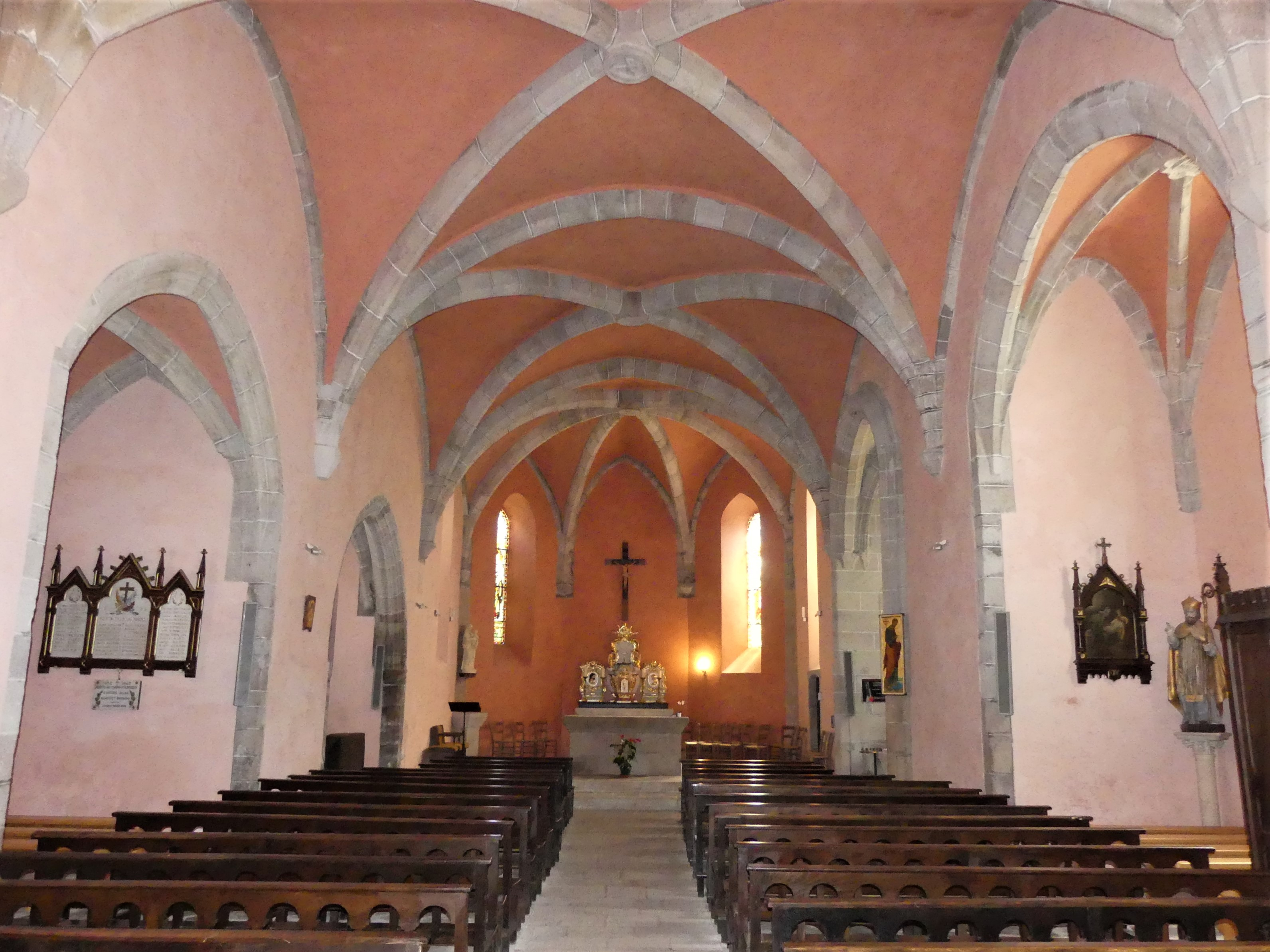
Sa nef.
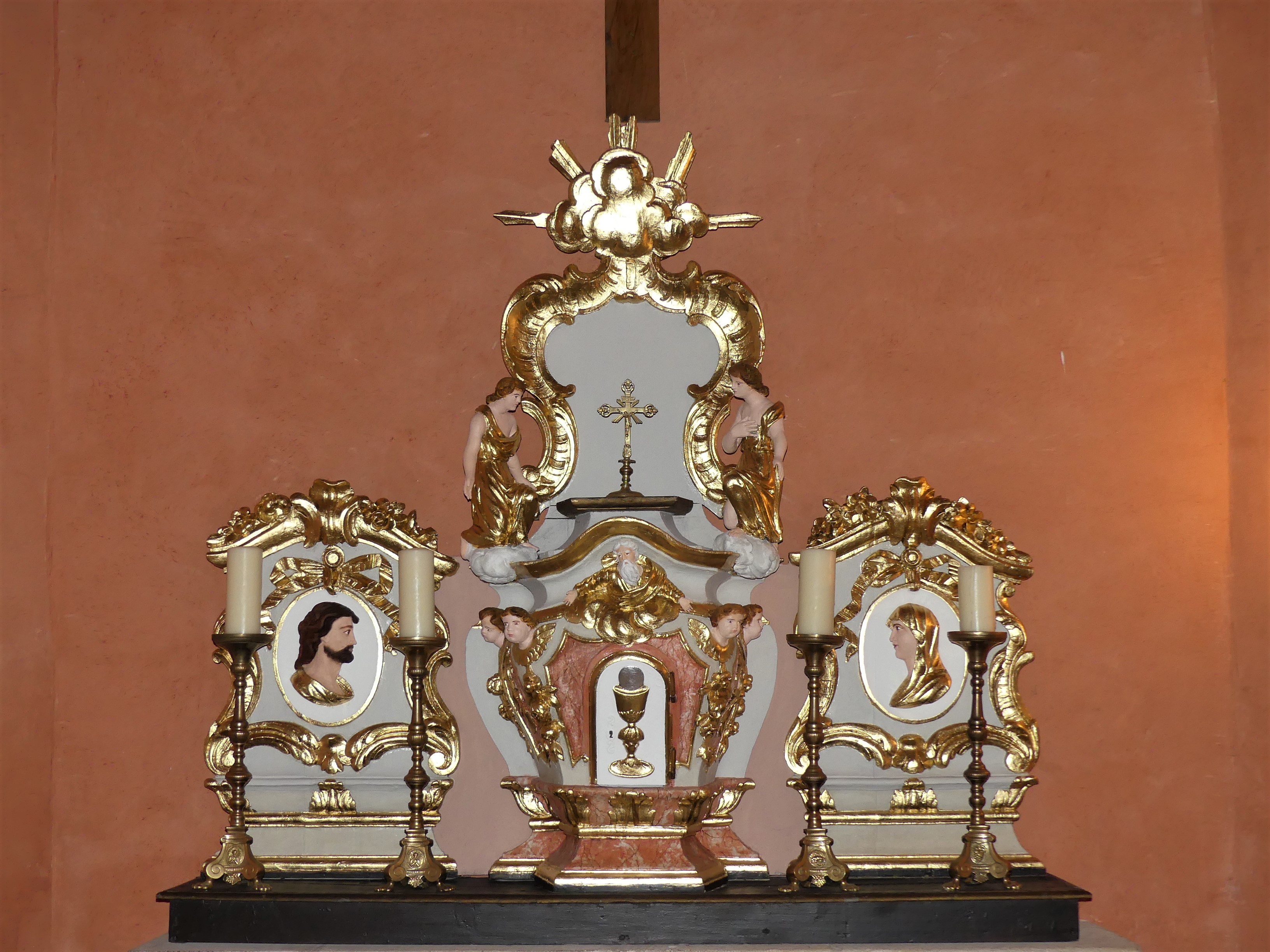
Le tabernacle du XVIIIe siècle.
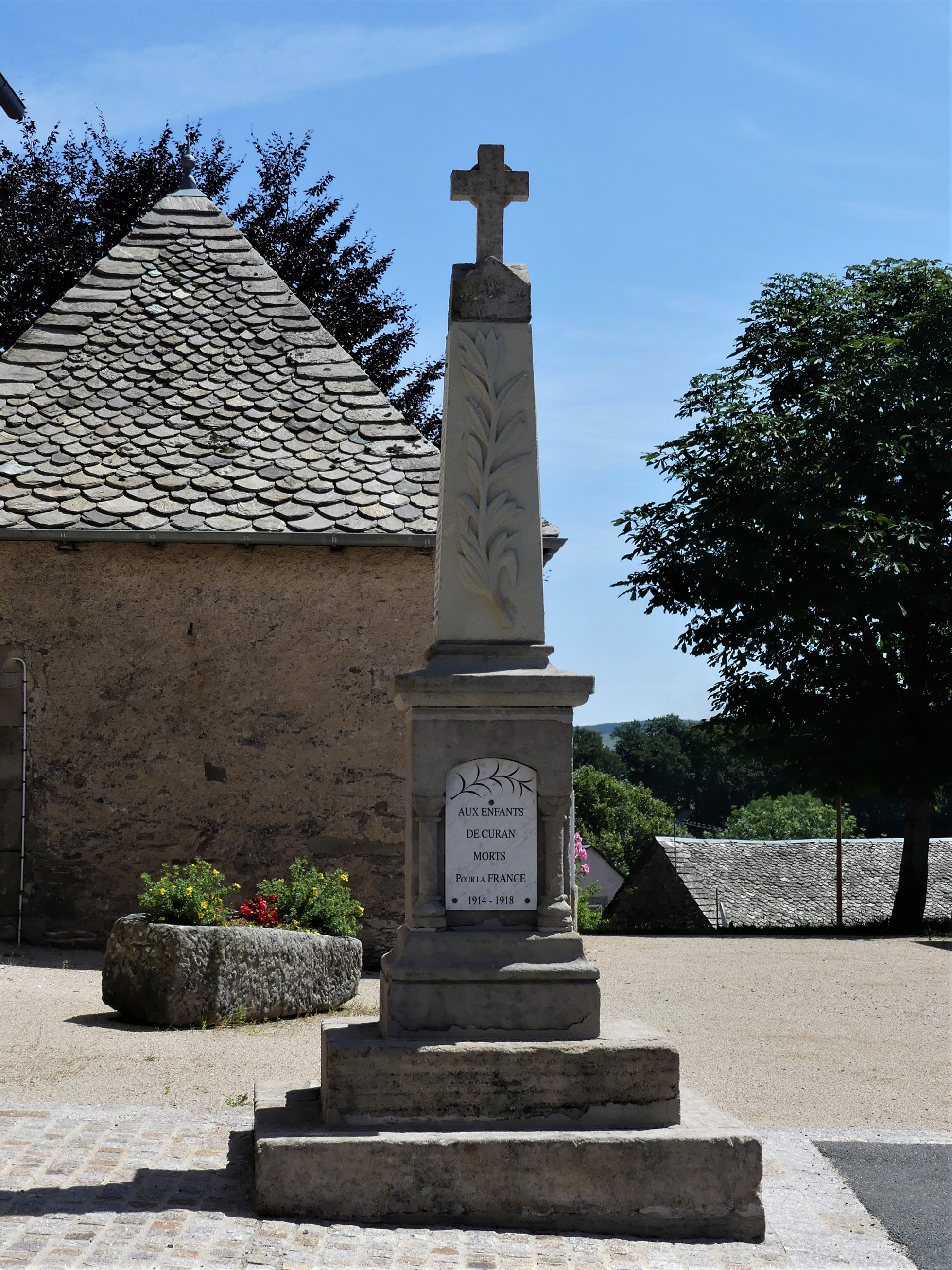
Le monument aux morts.
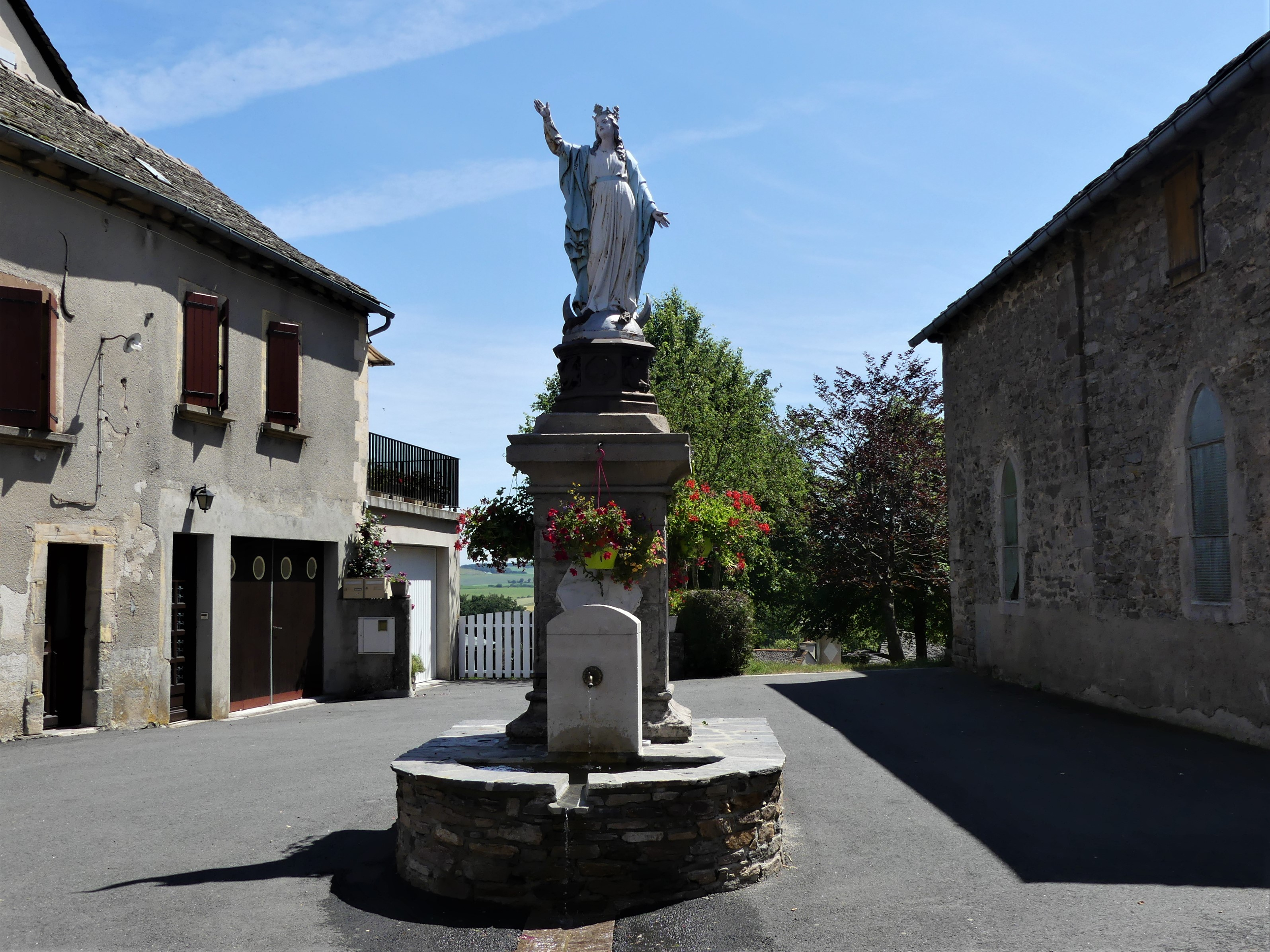
Fontaine surmontée d'une statue de l'Immaculée Conception dans le bourg.

### Héraldique
| Blason de Curan | Blason  | Écartelé, le trait du coupé ondé : au 1er de gueules à un léopard lionné d'or, au 2e d'argent à deux clés de sable passées en sautoir, au 3e d'argent à un crosseron de gueules, au 4e de sinople à une brebis d'or. |
| Blason de Curan | Détails | Le statut officiel du blason reste à déterminer. |